# Azipod

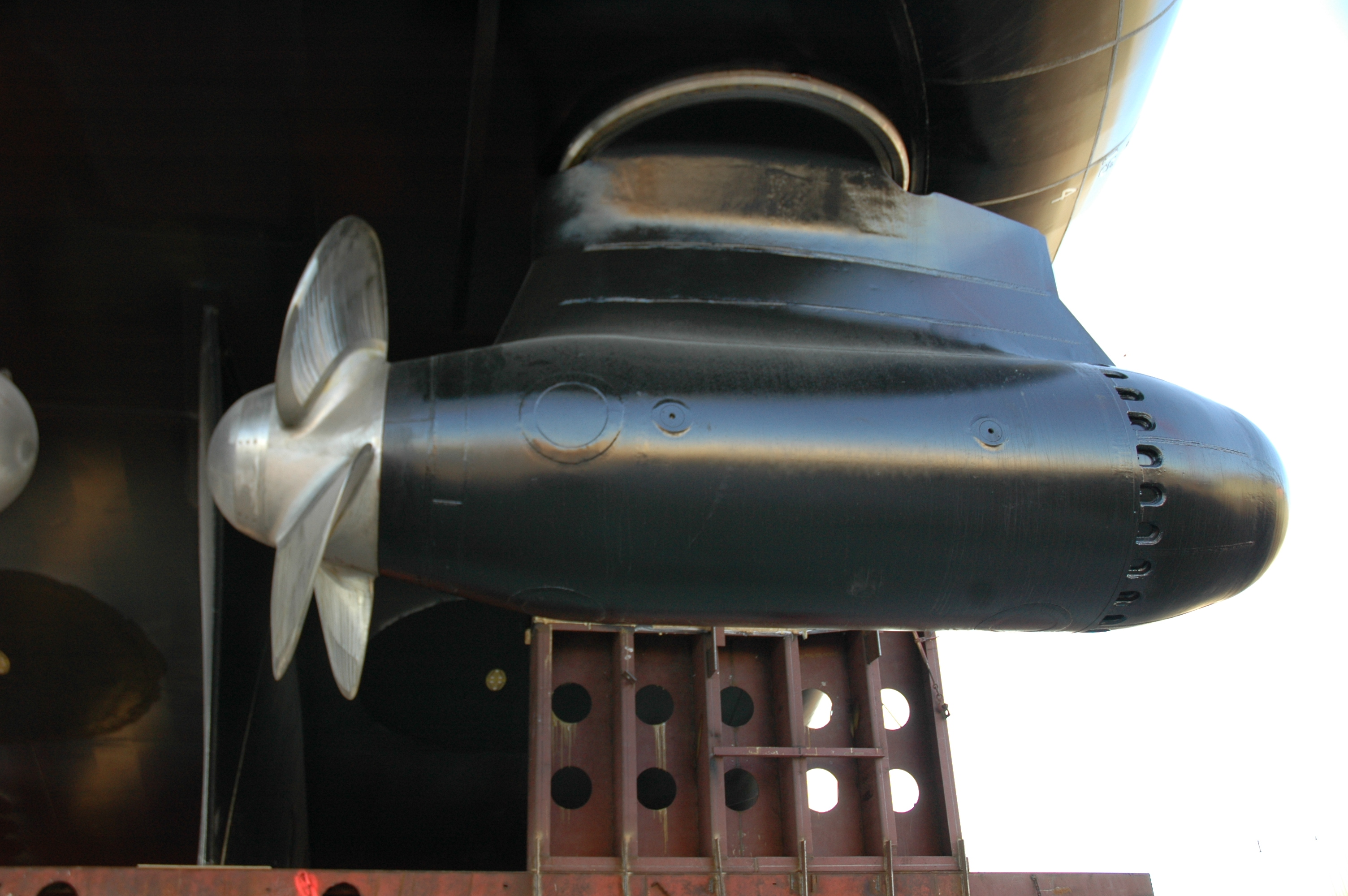
Una unidad AZIPOD del remolcador norteamericano USCGC Mackinaw con una potencia de 3.3 MW.

Azipod es la marca registrada del grupo ABB de un conjunto de impulsores azimutales con alimentación eléctrica. El concepto fue desarrollado conjuntamente en Finlandia por los astilleros Masa-Yards y ABB. Azipod es una unidad de impulsión marina que consiste de una hélice de paso fijo montada sobre una góndola direccionable ("pod"), la cual aloja el motor eléctrico que acciona la hélice.

## Concepto
En los impulsores azimutales tradicionales tales como Z-drive y L-drive, la hélice es accionada por un motor eléctrico o un motor diesel ubicado dentro del casco del barco. La hélice se encuentra acoplada con el motor a través de una serie de ejes y engranajes que permiten orientar la hélice alrededor de un eje vertical. Este tipo de sistema de propulsión tiene una larga tradición que se remonta al siglo XIX y en la actualidad este tipo de unidades de propulsión son fabricadas por diversas compañías.
En cambio, en la unidad Azipod el motor eléctrico se encuentra alojado dentro de la unidad de propulsión y la hélice se encuentra conectada directamente al eje del motor. Al evitar el uso de un eje de hélice tradicional, la hélice se puede colocar debajo de la popa del barco en una zona de flujo de agua franco, redundando por lo tanto en una mayor eficiencia hidrodinámica y mecánica. Además, esta configuración aumenta la flexibilidad en la disposición de la planta motriz de la nave.
La potencia eléctrica para el motor de propulsión es conducida a través de colectores rotatorios que permiten que la unidad Azipod rote 360 grados alrededor de su eje vertical. Debido a que las unidades Azipod utilizan hélices de paso fijo, la potencia es provista a través de un variador de frecuencia o cicloconvertidor que permite controlar la velocidad y dirección de los motores propulsores.
La hélice del pod por lo general está orientada hacia adelante ya que es esta configuración de tracción en la que la hélice es más eficiente a causa de funcionar en un flujo no perturbado. Debido a que puede rotar sobre el eje sobre el que se encuentra fijado, el pod puede aplicar su impulso en cualquier dirección. Los impulsores azimutales dotan de mayor maniobrabilidad a las naves y les permiten desplazarse hacia atrás en forma casi tan eficiente como hacia adelante. Para poder aprovechar al máximo la capacidad del Azipod es preciso el entrenamiento en maniobras de naves mediante simuladores y modelos a escala de naves.
En la década de 1990, cuando el diseño en pod salió al mercado, anunciaba una eficiencia un 9% superior en cuanto a consumo de combustible que los sistemas de propulsión convencionales. Desde entonces los sistema convencionales han sido mejorados y la diferencia se ha reducido, y hoy está entre el 6 y el 8%. Por otra parte el flujo hidrodinámico en torno al Azipod ha sido mejorado con el agregado de aletas y una optimización dinámica por computadora de los ángulos operativos de los pods en naves con varios pods, lo que da como resultado una mejora en la eficiencia total en torno al 18%.

## Historia

### Desarrollo

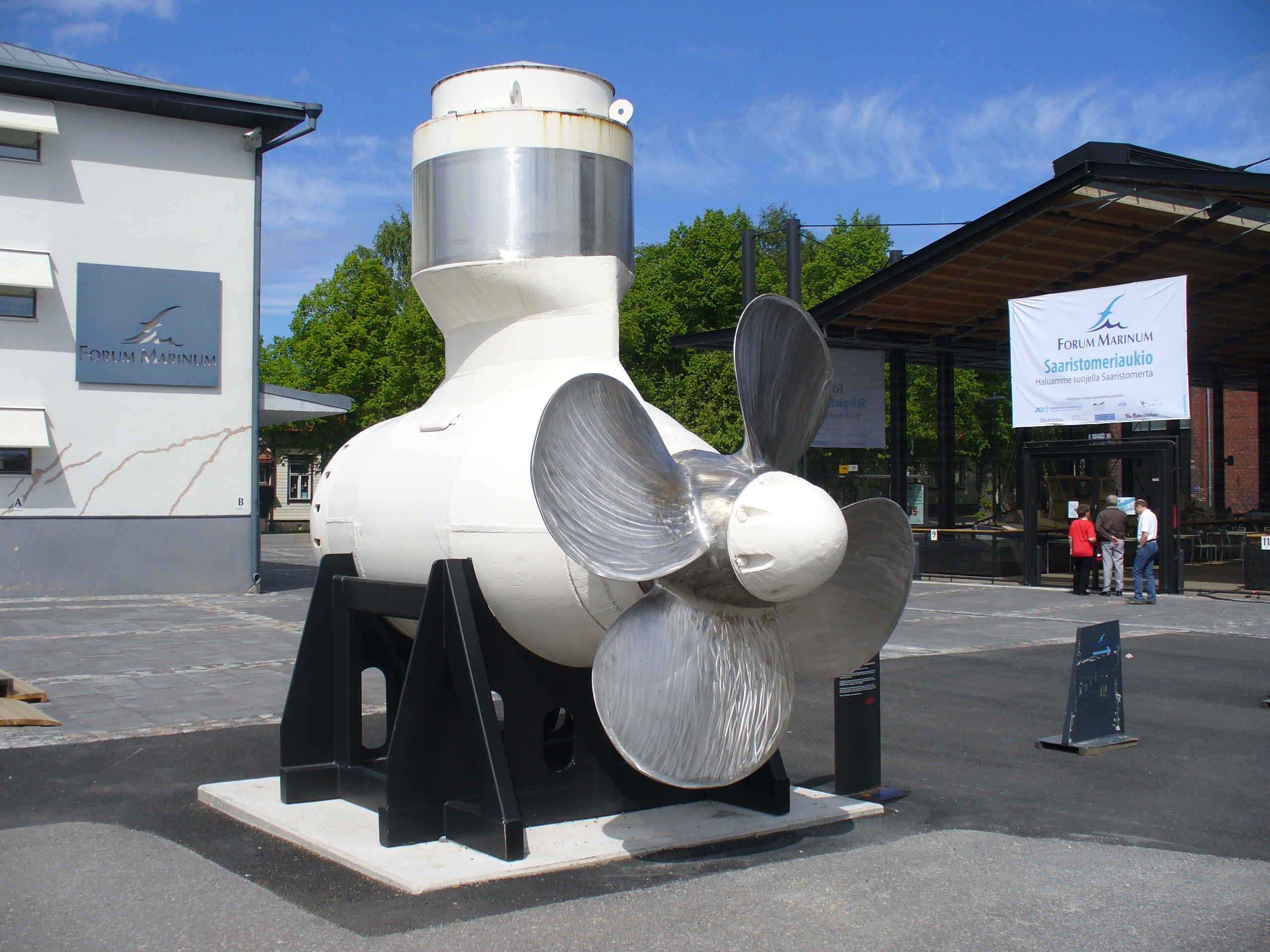
La primera unidad comercial Azipod, instalada en el buque de apoyo finlandés Seili en 1990, se encuentra actualmente en exhibición en el museo marítimo Forum Marinum en Turku, Finlandia.

En 1987, el Consejo Nacional de Navegación de Finlandia realizó una propuesta de cooperación al grupo ABB y el astillero finlandés Masa-Yards para el desarrollo de un nuevo tipo de unidad propulsora eléctrica. Con anterioridad, las empresas habían estado trabajando juntas por décadas en el campo de los sistemas de propulsión diesel-eléctricos y en la década de 1980 produjeron los primeros rompehielos con motores de propulsión con corriente alterna y cicloconvertidores.
El desarrollo del prototipo comenzó en 1989 y la primera unidad estuvo lista para instalación en 1990. La unidad, con una potencia de 1.5 MW, denominada "Azipod", fue instalada en el Seili, un buque de soporte finlandés construido en 1979 en el astillero Hietalahti en Helsinki, Finlandia. Después de esta modernización, el rendimiento como rompehielos del buque mejoró sensiblemente y se descubrió que el mismo era capaz de romper hielo desplazándose en reversa (en retroceso). Este descubrimiento de un nuevo modo de operación condujo finalmente al desarrollo del concepto de buque de doble acción a comienzos de la década de 1990. Cuando Seili fue modernizado nuevamente con un nuevo sistema de propulsión hacia el 2000, el prototipo fue donado al Forum Marinum y exhibido en Turku, Finlandia.
Después de los buenos resultados con el prototipo, se continuó con el desarrollo del concepto Azipod y las nuevas unidades fueron instaladas en dos buques petroleros finlandeses, Uikku y Lunni, en 1993 y 1994, respectivamente. Las unidades Azipod, cada una con una potencia de 11.4 MW, casi ocho veces más potentes que el prototipo, incrementaron de manera considerable la capacidad de los buques para maniobrar en campos de hielo. Desde la década de 1990, la mayoría de los buques capaces de operar en el hielo sin la escolta de un rompehielos han sido provistos con el sistema de propulsión Azipod.
Las primeras tres unidades Azipod eran del tipo "empujadora", en las que la hélice se instala en la parte posterior de la góndola. En las unidades siguientes, ABB adoptó la configuración tipo "traccionadora", que es más eficiente y similar a la utilizada en las aeronaves a hélice.
Otro hito importante para Azipod fue cuando Carnival Cruise Lines eligió utilizar el sistema de propulsión Azipod para los dos nuevos buques de la Clase Fantasy. Elation fue el primer buque de cruceros del mundo en ser provisto con unidades de propulsión Azipod. Fue botado por el astillero Kværner Masa-Yards Helsinki en la primavera de 1998. Si bien inicialmente el Azipod fue desarrollado para ser usado en rompehielos, los buques para cruceros son el mayor grupo de naves que han sido provistos con el sistema de propulsión Azipod desde la década de 1990 y el éxito de las unidades propulsoras eléctricas tipo góndola ha incentivado a competidores tales como Mermaid de Rolls-Royce. Entre los buques de crucero en los cuales se han instalado unidades Azipod se encuentran los buques de Royal Caribbean International clases Voyager, Freedom y Oasis, cada uno de los cuales ha ostentado el título del "mayor crucero del mundo" en el momento en que fue botado.